# تایلر رابرتس
تایلر رابرتس (انگلیسی: Tyler Roberts؛ زادهٔ ۱۲ ژانویهٔ ۱۹۹۹) بازیکن فوتبال اهل بریتانیا است.
از باشگاه‌هایی که در آن بازی کرده‌است می‌توان به باشگاه فوتبال لیدز یونایتد اشاره کرد.
وی همچنین در تیم‌های ملی فوتبال زیر ۲۱ سال ولز، و ولز بازی کرده‌است.